# Souleymane Anne
Souleymane Anne (ur. 5 grudnia 1997 w Orleanie) – mauretański piłkarz grający na pozycji napastnika. Od 2023 jest zawodnikiem klubu KMSK Deinze.

## Kariera klubowa
Swoją karierę piłkarską Anne rozpoczął w klubie FCO Saint-Jean-de-la-Ruelle. Grał w nim w sezonie 2014/2015. Następnie występował w innych klubach z niższych lig francuskich takich jak: SMOC Saint-Jean-de-Braye (2015-2016), USM Saran (2016-2017), ÉFC Fréjus-Saint-Raphaël B (2017),  Angoulême Charente FC (2018), FC Aurillac-Arpajon (2018-2019) i rezerwy En Avant Guingamp (2019-2020).
Latem 2020 Anne został piłkarzem portugalskiego klubu CD Tondela. Swój debiut w nim zaliczył 3 października 2020 w przegranym 0:4 domowym meczu z SC Braga. W Tondeli grał przez rok.
W 2021 roku Anne przeszedł do belgijskiego RE Virton. 11 września 2021 zanotował w nim swój debiut w zwycięskim 2:1 domowym meczu z Lommel United. W RE Virton grał przez dwa sezony.
W 2023 roku Anne został piłkarzem KMSK Deinze. Zadebiutował w nim 12 sierpnia 2023 w przegranym 1:3 wyjazdowym spotkaniu z Patro Eisden Maasmechelen.

## Kariera reprezentacyjna
W reprezentacji Mauretanii Anne zadebiutował 26 marca 2019 przegranym 1:3 towarzyskim meczu z Ghaną, rozerganym w Akrze. W 2024 roku został powołany do kadry na Puchar Narodów Afryki 2023. Rozegrał w nim trzy mecze: grupowe z Burkiną Faso (0:1), z Algierią (1:0) oraz w 1/8 finału z Republiką Zielonego Przylądka (0:1).